# Graßl
Graßl oder Grassl ist ein in Deutschland und Österreich vorkommender Familienname, besonders verbreitet im südlichen Teil des Berchtesgadener Landes vorwiegend in Ramsau bei Berchtesgaden und Schönau am Königssee.

## Namensträger
- Andreas Grassl (* 1984), deutscher Mann, der 2005 in England gefunden wurde und nicht redete, siehe Piano Man (Person)
- Anton Graßl (1909–1990), deutscher Ministerialbeamter
- Carl Otto Grassl (* 1908), nordamerikanischer Botaniker
- Daniel Grassl (* 2002), italienischer Eiskunstläufer
- Erich Graßl (1913–2008), deutscher Allgemeinarzt und Psychologe
- Fabian Graßl (* 1986), deutscher evangelischer Theologe und Philosoph
- Florian Grassl (* 1980), deutscher Skeletonpilot
- Franz Graßl (* 1965), deutscher Skibergsteiger
- Georg Grassl (1865–1948), jugoslawiendeutscher Politiker
- Georg Graßl (1926–1995), deutscher Malermeister und CSU-Politiker
- Gerald Grassl (* 1953), österreichischer Schriftsteller
- Gerrit Grassl (* 1969), deutscher Schauspieler, siehe Gerrit Grass
- Günter Grassl (* 1961), österreichischer TV-Produzent und Regisseur
- Hans Grassl (1908–1980), österreichischer Bauingenieur
- Hartmut Graßl (* 1940), deutscher Klimaforscher
- Herbert Graßl (* 1948), österreichischer Althistoriker
- Hermann Grassl (1896–1969), deutscher Politiker (NSDAP)
- Hilde Graßl (* 1975), deutsche Skirennläufern, siehe Hilde Gerg
- Ignaz Grassl von Rechten (1795–1889), österreichischer Rechtswissenschaftler
- Johann Graßl (1887–1945), österreichischer römisch-katholischer Priester, siehe Johann Grahsl
- Johannes Grassl (* 1976), Schweizer Autor
- Judith Graßl (* 1968), deutsche Skibergsteigerin
- Martin Grassl (* 1958), deutscher Komponist
- Maximilian Graßl (* 1991), deutscher Skeletonsportler
- Michael Graßl (* 1956), deutscher Bildhauer
- Otto Grassl (1891–1976), deutscher Maler und Grafiker
- Waltraud Grassl, tschechoslowakische Rennrodlerin
- Wolfgang Graßl (1970–2010), deutscher Skirennläufer und -trainer